# جليدة (أحياء)
البشَرة أو الفُشَيرَة (بالإنجليزية: Cuticle) أو الجليدة أو الكيوتيكولا (بالإنجليزية: Cuticola) هُو مصطلح يُستخدَم للإشارة إلى أيٍّ من أنواع الأغطية الخارجية للكائن الحي، أو أجزاء منه، والتي تعمل كوسيلةٍ للحماية وهي تتسِم بالمرونة رغم قوتها كما أنَّها غير صلبة. وتتسِم العديد من أنواع «الجليدة» بكونها غير متناددة؛ ذلك بأنَّها تختلف فيما بينها من حيث الأصل والبناء والوظيفة والتركيب الكيميائي.

## تشريح الإنسان

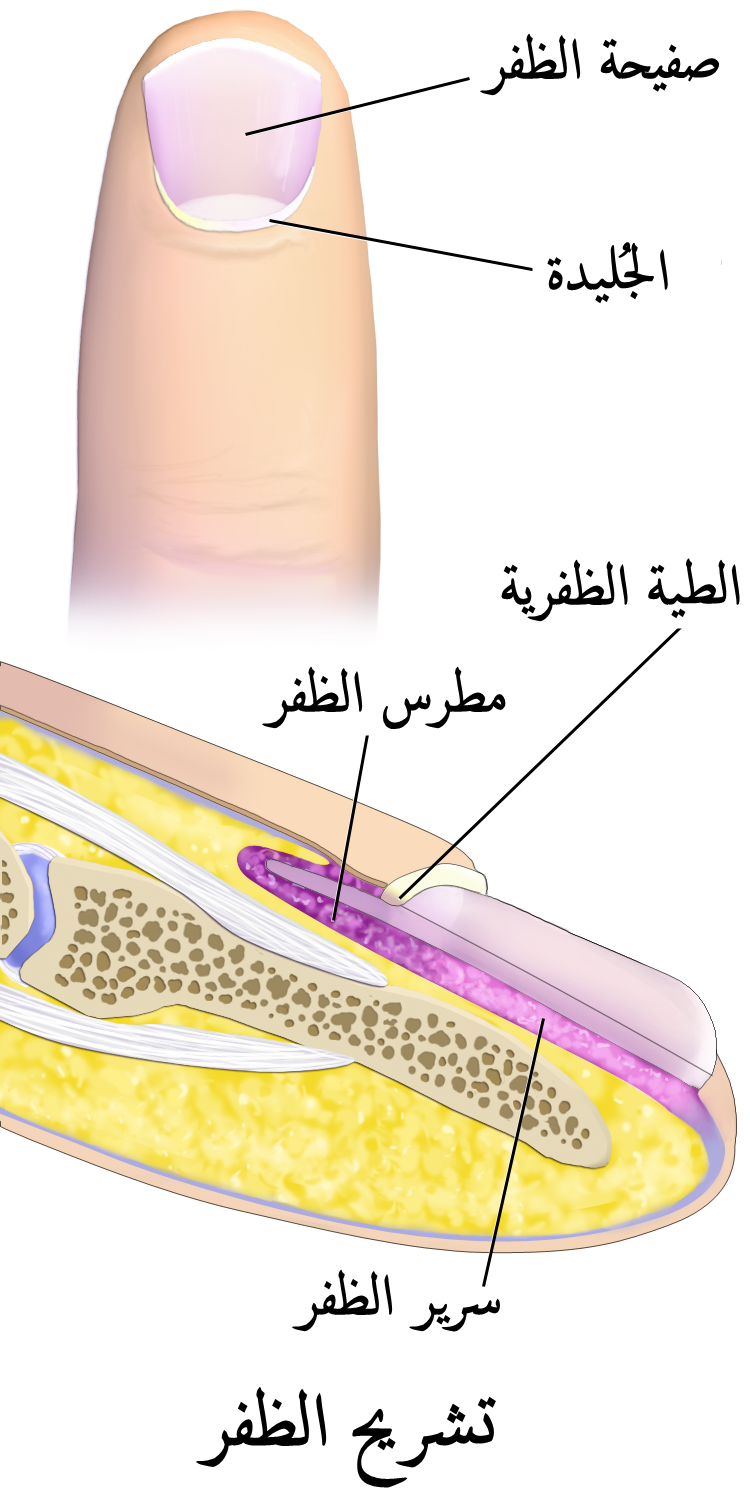
تشريح الأجزاء الأساسية للظفر البشري

وتشير الجليدة (وتُسمى أيضًا الايبونيشيوم) في علم تشريح الإنسان، إلى أبنيةٍ عديدة. بحيث يشير إلى طبقاتٍ من البشرة خلايا أو الخلايا الكيراتينية (keratinocytes) التي تُنتِج قرن والبروتين والكيراتين، وكذلك الطبقة السطحية من الخلايا المتداخلة التي تُغطي سَقيِبَة الشعر (شعرة كيوتيكل) التي تحبس الشعرة في جريب الشعرة (انظر أيضًا البشرة (الشعر)).

## عِلم الحيوان الخاص باللافقاريات
والبشرة أو الكيوتيكيولا اللافقارية في علم الحيوان، هي بناء متعدد الطبقات يقع خارج بشرة العديد من اللافقاريات، وبخاصةٍ الديدان الأسطوانية ومفصليات الأرجل، حيث يعمل على تشكيل الهيكل الخارجي لها (انظر الهيكل المفصلي الخارجي).
تتمثل المكونات البنائية الأساسية لبشرة «كيوتيكل» الديدان الأسطوانية في البروتينات، والكولاجينات شديدة الترابط في شكلٍ تقاطعي والبروتينات غير القابلة للذوبان المتخصصة التي تُعرَف بـ«الكيوتيكلِنز (cuticlins)»، هذا بالإضافةِ إلى البروتينات السكرية (جليكوبروتين) والدهنيات (الشحميات).
تُعَد مادة كيتين، المكون البنائي الأساسي لبشرة مفصليات الأرجُل، وهذه المادة عبارة عن بوليمرعديد السكاريد المُرَكَب من وحداتان إن-أسيتيل غلوكوز أمين، هذا بالإضافة إلى البروتينات، والدهنيات، ومركبات catecholamines كاتيكولامين كما يربط البروتينات بالكيتين روابط تقاطعية عن طريق مركبات الكاتيكولامين ومنها ان-acetyldopamine، ويساهم هذا الترابط بذلك في تصمّلها. والصَمَل هو وظيفة لأنواع البروتينات ويُمثِل أيضا كمية الكيتين والكاتيكولامين. فكلما كان البروتين أكثر حمضية، كانت البشرة «الكيوتيكل» أكثر مرونة. ويشيع القول بأن الخلايا الجلدية والكريَّات الدموية (خلايا تقع في الدَّمَلِمف) تعمل على إنتاج البروتين كما ترصد كمية البروتين التي تندمج داخل البشرة وتُحدِد توقيت ذلك.

## علم النبات
وتُعرَف بشرة النبات (plant cuticle) في عالم النبات بأنها مجموعة أغطية تتسم بكونها شمعية وكارهة للماء ومنتجة، هذه الأغطية تعمل على إنتاجها كل أعضاء النبات الهوائية ومنها الخلايا الجلدية للأوراق والشطوء الصغيرة. وتعمل البشرة على الحد من فقدان الماء كما تعمل بفاعلية، من خلال إفرازها الشمعي، على التقليل من دخول العوامل المُمرِضة.
وتتمثل المكونات البنائية الرئيسية لـ بشرة النبات في البوليمرات الفريدة كيوتين cutin و/أو كيوتان cutan المُشرَّبة بـ الشمع.
وتُستخدَم بشرة النبات كعوائق تعوق نفاذ الماء والمواد القابلة للذوبان في الماء. كما تعمل البشرة «الكيوتيكل» على حفظ أسطح النبات من البلل ويحفظها كذلك من التجفف. وتحتوي النباتات الجافة Xerophytic ومنها الـكاكتيوس cactus على بشرة سميكة تساعدها على البقاء في ظروفها المناخية الجافة. وقد تحتوي النباتات التي تعيش في نطاق رزاز البحر على بشرة أكثر سُمكًا تعمل على حمايتها من الآثار السامة الناتجة عن ملح الطعام.
وتتمتع بعض النباتات، وبصفةٍ خاصة تلك التي تكيّفت للمعيشة في البيئات المائية أو الرطبة، بقدرةٍ مذهلة على مقاومة الابتلال. ومن أشهر أمثلة هذه النباتات الزهرة المقدسة Sacred Lotus. هذا التكيف المُذهِل لا يمثل كليًا الأثر الكيميائي والفيزيائي للغطاء الشمعي؛ ولكنه يعتمد بدرجةٍ أكبر على الشكل المجهري للسطح. عندما يتم تشكيل السطح الكاره للماء ليأخذ شكل مناطق مرتفعة ومنتظمة ومجهرية، ويكون ذلك أحيانًا في أشكالٍ كسيرية شاهقة الارتفاع وبها فراغات شديدة التقارب بدرجةٍ تمكن التوتر السطحي للسائل من السماح بأي تدفق يسري في الفراغات بين الهضاب، فقد يؤدي ذلك إلى تقليص منطقة التواصل بين السائل والأسطح الصلبة بنسبةٍ تصل إلى أقل من عُشر ما قد يَسمَح به السطح الدائم. وتكون النتيجة هي التقليل من ابتلال السطح بشكلٍ مذهل.

## عِلم الفطريات
«البشرة (الكيوتيكل)» هو مصطلح يشير إلى الطبقة الخارجية من نسيج دعاميات إثمار basidiocarp الفطر أو «جسم الإثمار». ومن الناحية التقنية، فقد يُفضَل استخدام المصطلح البديل "pileipellis" وهو المرادف اليوناني لمصطلح «جلد skin» «الغطاء cap» و (يعني «فِطر») إلا أنه من المحتمل أن يثقُل استخدامه بشدةٍ لدى عامة الناس. الكيوتيكل هو الجزء المتبقي عند «تقشير» الفطريات. وعلى الجانب الآخر، تُقدِم بعض المصطلحات علم التشكل (أحياء) فروقًا أفضل، مثل تلك التي تم شرحها في المقال الخاص بالـ"pileipellis". تختلف الـpileipellis (أو "peel") عن الـ تراما trama، وهو النسيج اللحميّ الداخلي للفطر أو لجسمٍ مثمر مشابه، وتختلف أيضًا عن البوغ spore الذي تحمله طبقة البيزيزا hymenium.